# Nouméa International 2000
Die Nouméa International 2000 als offene internationale Meisterschaften von Neukaledonien im Badminton wurden Ende Juli 2000 in Nouméa ausgetragen.

## Sieger und Platzierte
| Disziplin    | Gold                         | Silber                       | Bronze                           |
| ------------ | ---------------------------- | ---------------------------- | -------------------------------- |
| Herreneinzel | Nathan Malpass               | Nicholas Kidd                | Cedric Grosjean                  |
| Herreneinzel | Nathan Malpass               | Nicholas Kidd                | John Moody                       |
| Dameneinzel  | Renee Flavell                | Rachel Hindley               | Karyn Whiteside                  |
| Dameneinzel  | Renee Flavell                | Rachel Hindley               | Diane Malpass                    |
| Herrendoppel | Nicholas Kidd Nathan Malpass | Burty Molia Filivai Molia    | Cedric Grosjean Phillipe Talbert |
| Herrendoppel | Nicholas Kidd Nathan Malpass | Burty Molia Filivai Molia    | John Moody Byron Smith           |
| Mixed        | John Moody Renee Flavell     | Nathan Malpass Diane Malpass | Byron Smith Rachel Hindley       |
| Mixed        | John Moody Renee Flavell     | Nathan Malpass Diane Malpass | Thommy Sargito Julie Desaymoz    |